# Nicotiana paniculata
Nicotiana paniculata är en potatisväxtart som beskrevs av Carl von Linné. Nicotiana paniculata ingår i släktet tobak, och familjen potatisväxter. Inga underarter finns listade i Catalogue of Life.

## Bildgalleri

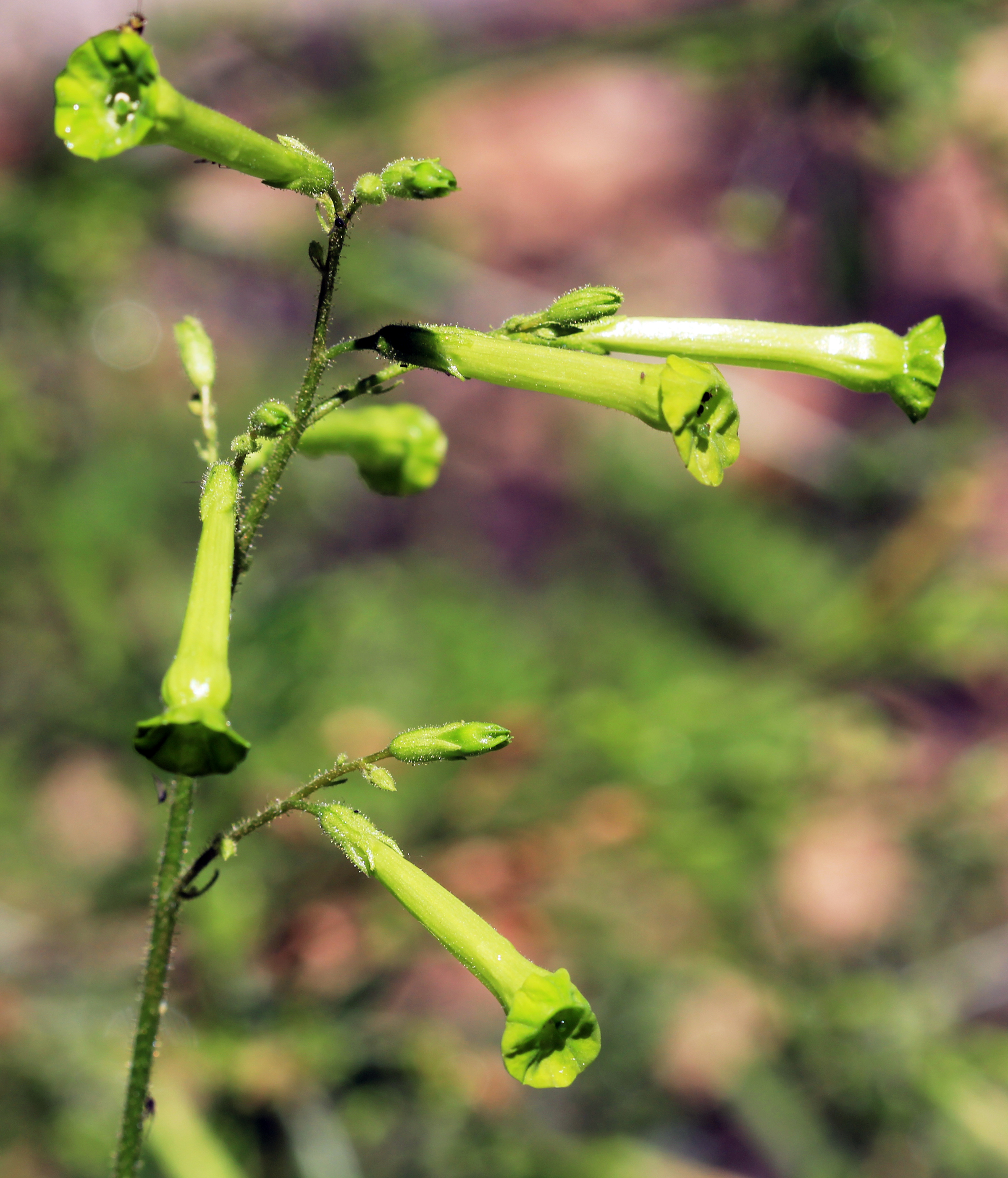
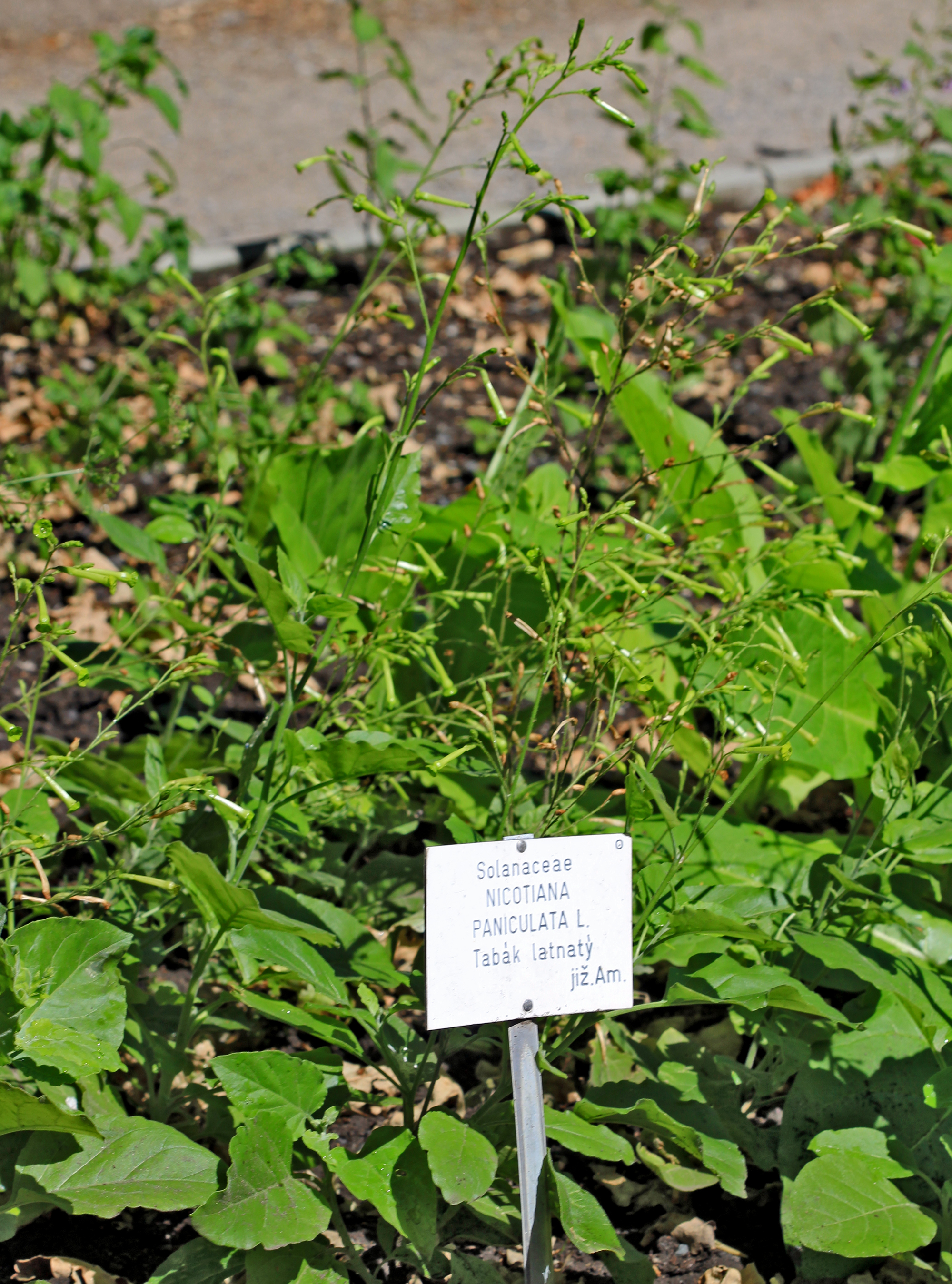
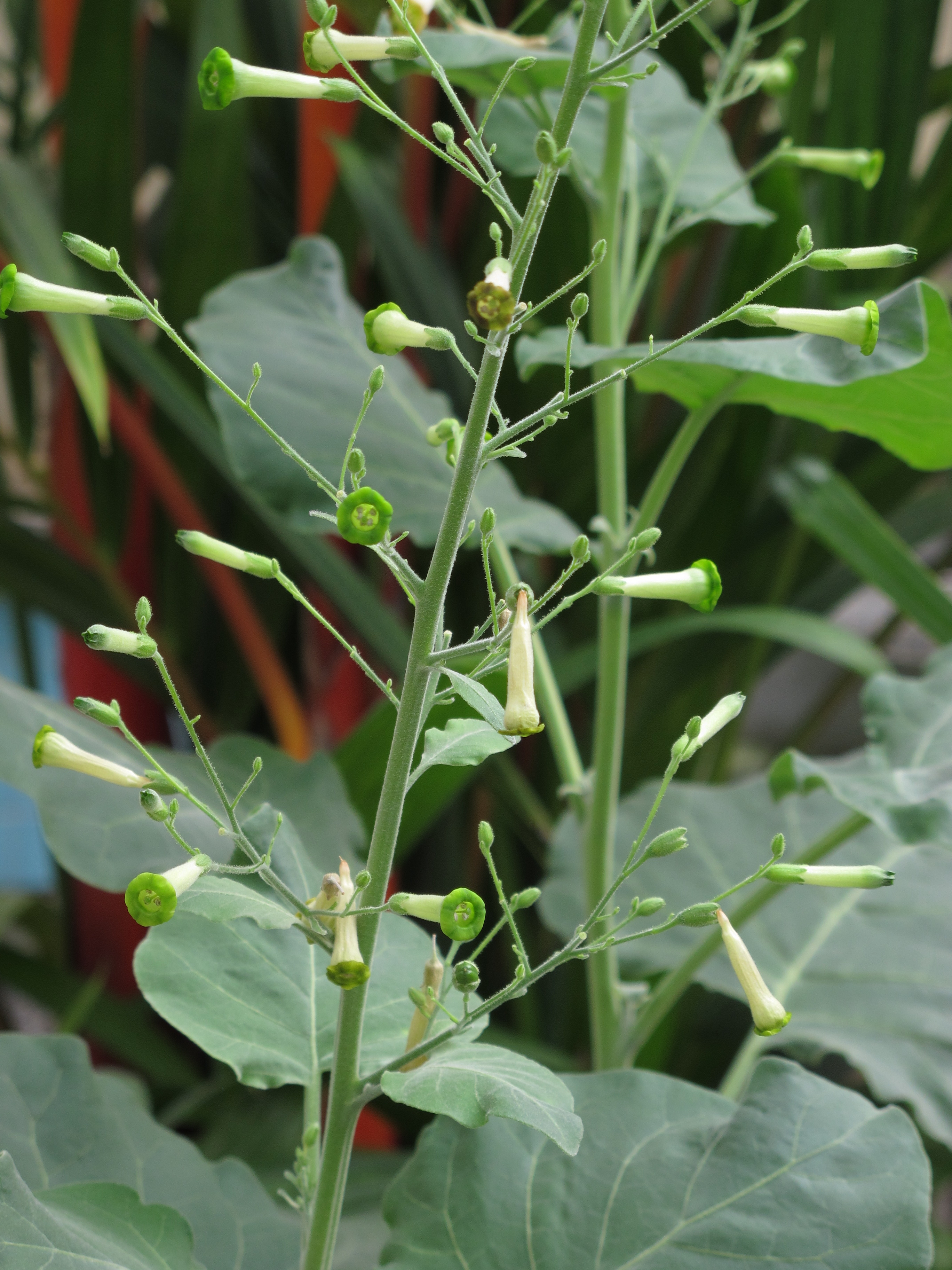
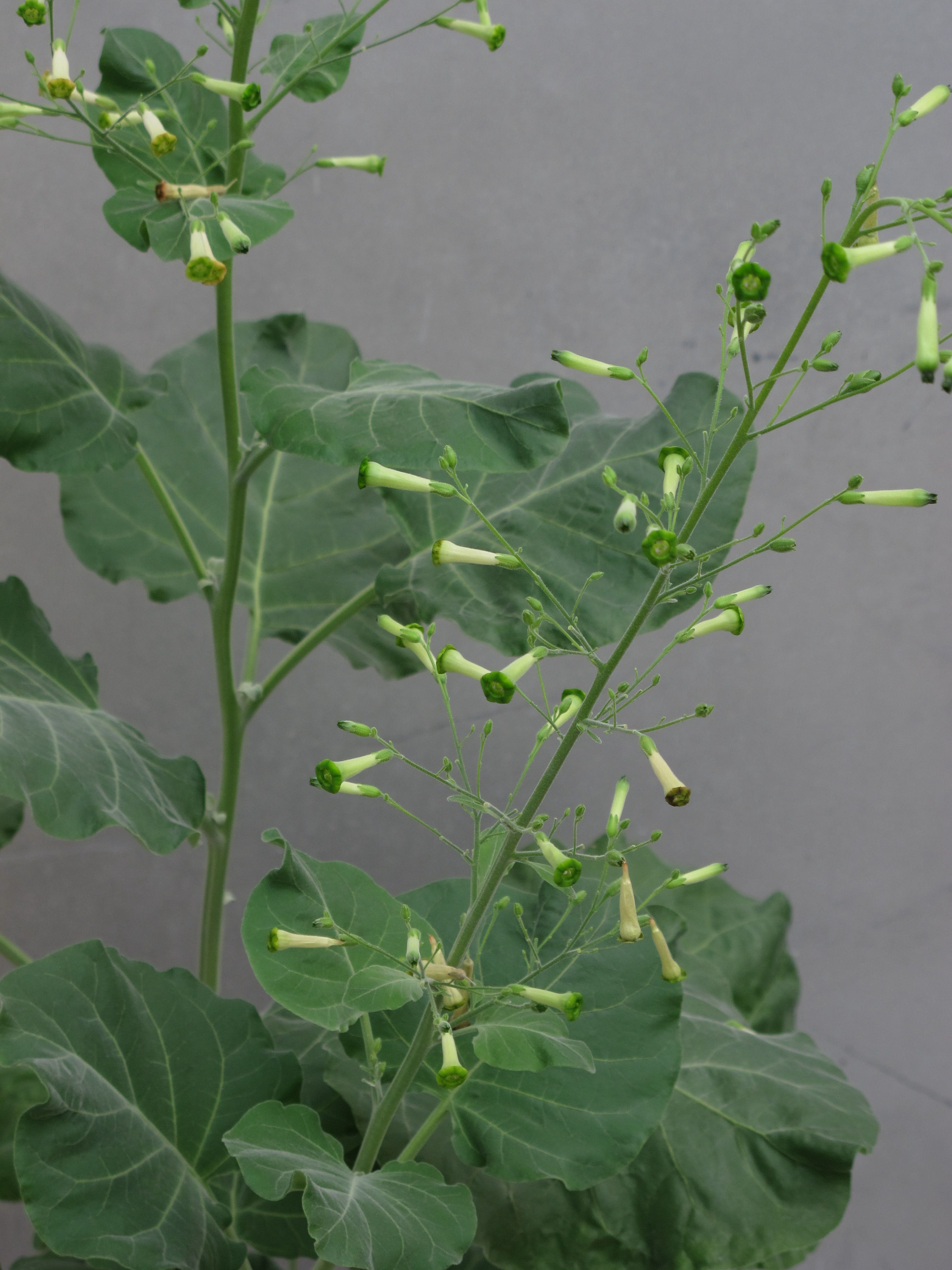
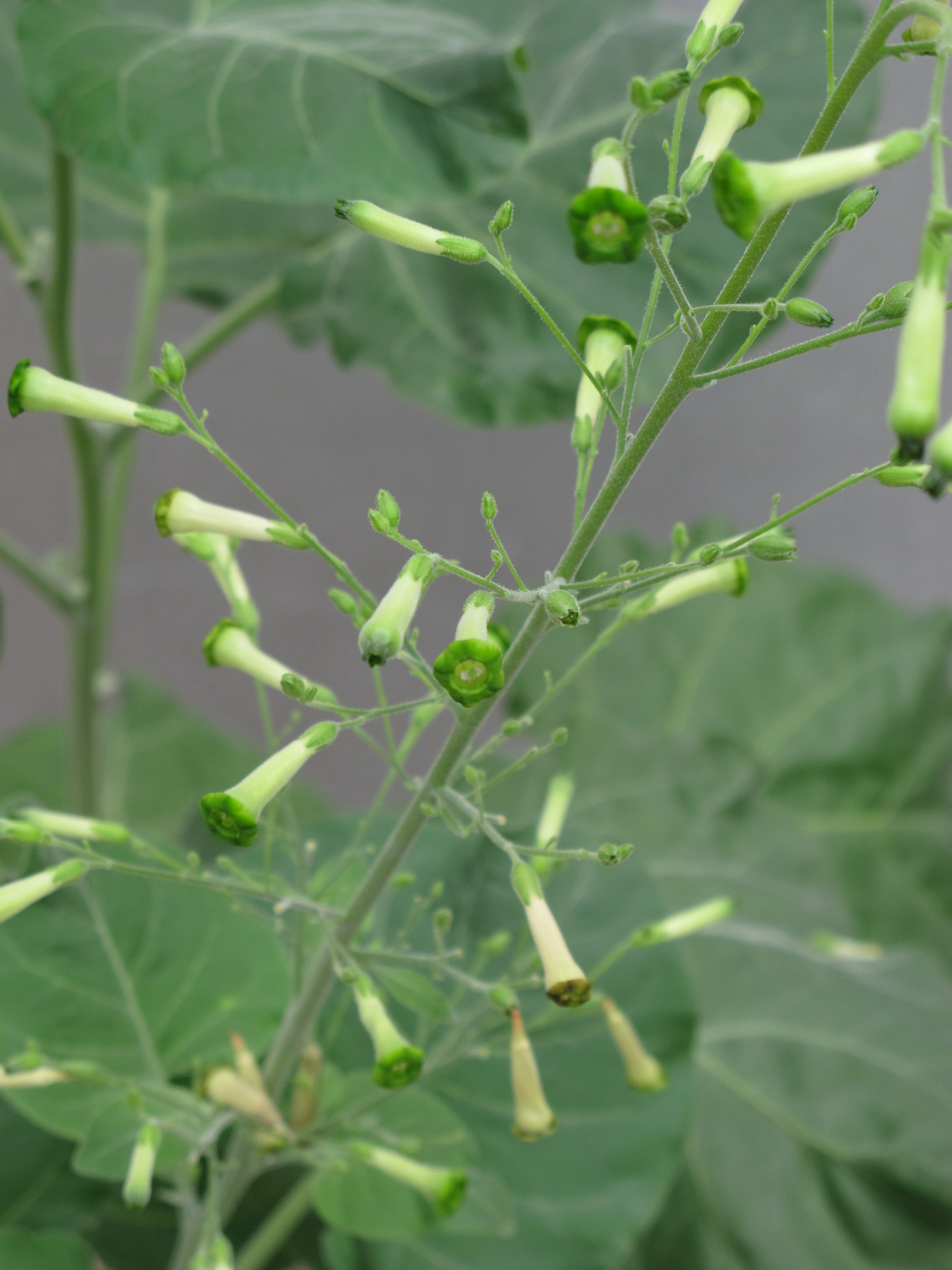
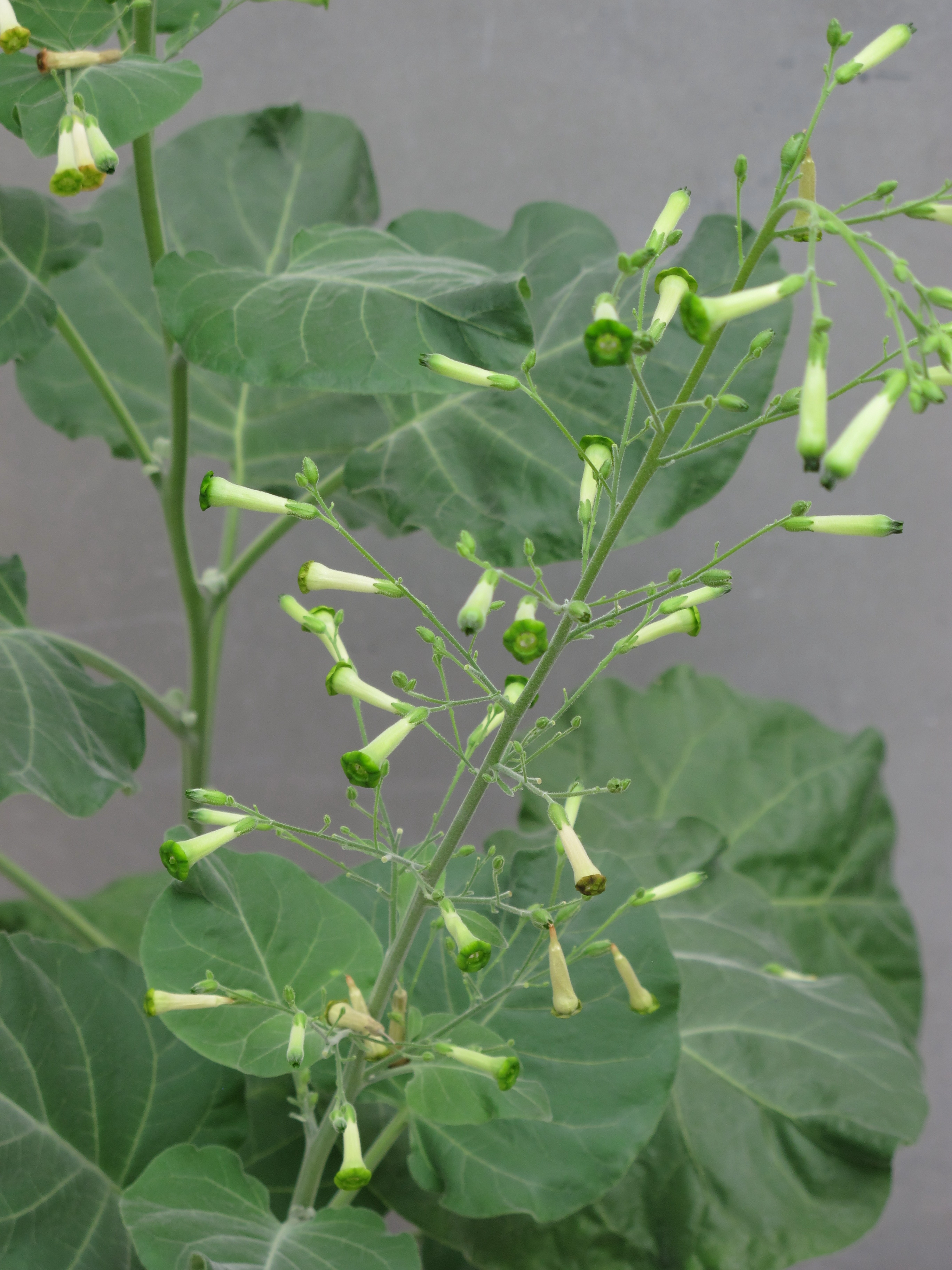